# Архитектура минимализма
Минимализам је један стил у архитектури који се одликује једним једноставним језиком и непостојењем декоративних елемената и чије порекло лежи у савременој архитектури 20. века. Све до данас минимализам је основа за пројектовање многих савремених архитеката у свету.

## Развој
Примена једног језика минимализма у основи није нова појава у модерној архитектури пошто се већ јављала у прошлости. У многим стиловима из прошлости се јављају тежње да се зградама дају прости геометријски облици и форме. У 19. веку, Фридрих Шинкел, Лео фон Кленце и други заступници овог времена, пројектовали су зграде са редукованим формама ..
У време модерне, Лудвиг Мис ван дер Рое или Луис Бараган, већ су поједноставили функционалне форме стварајући један нови језик. Минимализам модерне је вршио покушаје да успостави ново стање ума преко „нове једноставности“ која је у супротности са органском архитектуром и декоративизмом.

## Карактеристике
Облици грађевина и снажне редуковане форме као кубистичке форме у низовима у реду и геометрије а као материјали су примењивани стакло, бетон, челик и природни камен.